# 大阪国際中学校・高等学校
大阪国際中学校・高等学校（おおさかこくさい ちゅうがっこう・こうとうがっこう）は、大阪府守口市松下町にある男女共学の私立の中高一貫校。設置者は学校法人大阪国際学園。
守口市馬場町にあった男女別学（女子校）の大阪国際滝井高等学校と守口市藤田町にあった男女共学の大阪国際大和田中学校・高等学校の発展的統合により、2022年（令和4年）に開設された。実質的には大和田校の新築移転・改称であり、1929年（昭和4年）4月に高等女学校として開校して以来一貫して女子校だった滝井校は2024年（令和6年）3月末をもって閉校となった。

## 概要
1929年（昭和4年）1月に高等女学校（修業5年）の設立が認可され、同年4月に北河内郡三郷村大字馬場（現在の守口市馬場町）にて開校した帝国高等女学校（のちの大阪国際滝井高等学校）が源流である。太平洋戦争（第二次世界大戦）後の学制改革により、新制の帝国学園中学校が開設され、帝国高等女学校は新制の帝国女子高等学校となった。
団塊の世代の高校進学率が急増した「高等学校生徒急増期」の1962年（昭和37年）に帝国学園中学校・帝国女子高等学校の分校（大和田校）が守口市藤田（現在の藤田町）に設置された。
1974年（昭和49年）に帝国学園中学校は滝井校・大和田校とも休校となった。1978年（昭和53年）に帝国女子高等学校（大和田校）の分離独立が大阪府から認可され、帝国女子大学大和田高等学校となった。1985年（昭和60年）に中学校の設立が大阪府から認可されたが、大和田校のみ再開となり、帝国女子大学大和田中学校となった。
1992年（平成4年）に帝国女子高等学校が大阪国際滝井高等学校に、帝国女子大学大和田中学校・高等学校が大阪国際大和田中学校・高等学校にそれぞれ改称された。2002年（平成14年）に大阪国際大和田中学校・高等学校は男女共学化された。
2022年（令和4年）に滝井校と大和田校を発展的に統合し、松下町校地（パナソニック工場の北側跡地。大枝公園南側）へ大和田校を新築移転の上、大阪国際中学校・高等学校に改称された。

### 教育方針
教育方針は、学校法人大阪国際学園の
、建学の精神「全人教育」を基礎として、「礼節を重んじ世界に通じる心豊かな人材を育成すること」。
その上で「心の力」「グローバル力」「知力」の3つの力を「人間力」として、中高6年間でバランスよく育成するとしている。

## 沿革
大和田校設置以前については大阪国際滝井高等学校#沿革を参照。

### 年表
- 1962年（昭和37年） - 帝国学園中学校・帝国女子高等学校の分校として、帝国学園中学校（大和田校）・帝国女子高等学校（大和田校）が開校。隣接して帝国女子短期大学も開設。
- 1974年（昭和49年） - 帝国学園中学校（大和田校）が休校。
- 1978年（昭和53年）
  - 2月13日 - 帝国女子高等学校（大和田校）の分離独立（高校の新設）が大阪府から認可される。
  - 4月 - 帝国女子大学大和田高等学校が開校。
- 1985年（昭和60年）
  - 1月10日 - 中学校の設立が大阪府から認可される。
  - 4月 - 帝国女子大学大和田中学校が開校。
- 1992年（平成4年）4月 - 帝国女子大学大和田中学校・高等学校を大阪国際大和田中学校・高等学校に改称。
- 2002年（平成14年）4月 - 男女共学化。
- 2022年（令和4年）4月 - 大阪国際滝井高等学校との発展的統合により、松下町校地へ大阪国際大和田中学校・高等学校を新築移転の上、大阪国際中学校・高等学校に改称[4]。

（沿革は学校法人大阪国際学園の事業報告など参照）。

## 基礎データ
高校の募集定員は280名。費用は初年度91万円に別途、教科書・制服・制定品などの費用も必要。
中学校の募集定員は80名。費用は初年度126万円に別途、制服・制定品などの費用も必要。

### 交通アクセス
電車
- 2022年（令和4年）に統廃合後（松下町校地）は京阪本線守口市駅より南へ約800m（徒歩約12分）、土居駅より東へ約600m（徒歩約9分）、またはOsaka Metro今里筋線清水駅から約1km（徒歩約15分）。

### 制服
制服は2022年4月、中学・高校とも新入生から一新された。

## 授業
高校は2004年4月に国際コース、翌2005年4月に理数コース、2010年4月にスーパー理数コースを設置していたが、2014年4月、理数コースを特進に、スーパー理数コースをスーパー特進に改名した。

## 不祥事
- 高等学校必履修科目未履修問題 - 2006年（平成18年）10月に発覚。（大阪府内で30校）未履修分は補習で対応した。
- 大学合格実績水増し問題 - 2007年の大学受験（入学試験）で、生徒9人に関西の有名4私大100学部・学科の受験料を負担。9人は87学部・学科に合格した。4大学の合格実績を「255人」と公表したが、うち3分の1を9人で占めていた。1990年代から行われていたという。

## 著名な出身者
- 水美舞斗（宝塚歌劇団専科男役）
- 二宮健（映画監督・脚本家）
- 堀口夏実
- 髙野由里加
- 宮下遥（岡山シーガルズ）
- 金田修佳（岡山シーガルズ）
- 前田明里（岡山シーガルズ）
- 長瀬そら（岡山シーガルズ）
- 髙柳有里（岡山シーガルズ）
- 中本柚朱（岡山シーガルズ）
- 岩佐歩夢（レーシングドライバー）
- コンドル斉藤（全日本女子プロレス）